# Torre del Prat
La Torre del Prat és un mas situat al municipi d'Artesa de Lleida a la comarca catalana del Segrià.